# Art of Noise
Gli Art of Noise furono un gruppo musicale inglese di genere synth-pop d'avanguardia, attivo dal 1983 al 2000.
Precursori del pop sperimentale, erano formati dal produttore Trevor Horn, dal giornalista musicale Paul Morley, e dai sessionman Anne Dudley, J. J. Jeczalik, e Gary Langan. Le composizioni strumentali del gruppo erano melodici collages sonori, basati sulla tecnologia del campionamento, ancora una novità per il periodo. Ispirati dalla rivoluzione musicale di fine secolo gli Art of Noise, che hanno sempre cercato di distinguere l'arte musicale dai suoi creatori, sono famosi per il loro innovativo uso dell'elettronica e dei computer nella musica pop. Il nome del gruppo si riferisce al manifesto futurista L'arte dei rumori, composto da Luigi Russolo nel 1913.

## Storia del gruppo

### Gli inizi
Nel 1983 Trevor Horn, che aveva ottenuto un grande successo nel 1979 con il brano Video Killed the Radio Star, registrato con Geoff Downes sotto il nome Buggles, stava lavorando in studio con gli Yes su quello che poi sarebbe diventato l'album 90125, e con Frankie Goes to Hollywood sul futuro album Welcome to the Pleasuredome. Nei suoi lavori impiegò come tastieristi e arrangiatori Anne Dudley e J. J. Jeczalik, e al mixaggio l'ingegnere Gary Langan. Il team era stato messo insieme la prima volta nel 1981 per produrre l'album The Lexicon of Love degli ABC (dandogli un'immediata notorietà all'interno dell'ambiente musicale).
La spinta tecnologica degli Art of Noise fu l'avvento del campionatore Fairlight CMI, uno strumento elettronico inventato in Australia, del quale sembra Horn fosse il primo acquirente. Con il Fairlight, piccole registrazioni sonore chiamate campioni digitali possono essere suonate per mezzo di una tastiera musicale, mentre un processore computerizzato ne altera le caratteristiche come il timbro o l'altezza. Mentre molti altri compositori usavano i campioni come ornamenti dei loro lavori, Horn e compagni videro il potenziale per costruire un'intera composizione solo con i campioni.
Negli stessi anni altri artisti cercavano di ottenere lo stesso obiettivo, come Jean-Michel Jarre o Yello. Il produttore e musicista Tony Mansfield aveva fatto un uso intenso del Fairlight per l'album di debutto Naked Eyes, (il primo pop album con un intensivo uso del CMI). Lo stesso Horn aveva precedentemente inserito il campionatore in The Lexicon of Love, sia per migliorare alcuni elementi, sia per abbellire le composizioni con effetti sonori (come la campanella del registratore di cassa in Date Stamp).
I campioni, alcuni derivati da altri brani, come il “dum” baritonale da Leave It degli Yes, e altri provenienti da sorgenti originali, erano immersi nei riverberi per mascherare la bassa qualità dei primi elaboratori (e per dare un tocco acustico da sala da concerto). In studio questi suoni erano poi assemblati in vari arrangiamenti e composizioni. Questo venne fatto all'inizio con un minimo intervento di strumenti suonati in modo tradizionale, ma lavori successivi videro l'uso anche di queste risorse.
Nel febbraio del 1983, con Paul Morley alla direzione artistica, Horn, Dudley, Jeczalik e Langan formarono la prima incarnazione degli Art of Noise. L'EP di debutto del gruppo, Into Battle with the Art of Noise, fu pubblicato nel settembre 1983 sull'etichetta ZTT. Immediatamente divenne una hit, grazie anche al brano Beat Box.
Morley gestiva il progetto come un gruppo senza protagonisti, solamente come un lavoro d'arte e null'altro. I componenti del gruppo non apparvero mai in foto senza maschera, e le copertine dei dischi erano riempite di citazioni, fotografie ed elementi grafici che erano nettamente in contrasto con l'uso del tempo di mettere sempre le immagini dei cantanti. Musicalmente il progetto intendeva omaggiare sia l'influenza di Claude Debussy, che aveva rivoluzionato la musica popolare all'inizio del ventesimo secolo, sia gli esperimenti sonori “Art of Noise”, del futurista italiano Luigi Russolo. Infine nel 1984 uscì il primo album completo che diede grande notorietà al gruppo: Who's Afraid of the Art of Noise?. I primi video del singolo Close (to the Edit), per la regia di Zbigniew Rybczyński, erano innovativi e inusuali, e diventarono i preferiti di MTV.

### Cambiamenti
Moments in Love, una sensuale ode strumentale da dieci minuti che apparve sia su Into Battle che su Who's Afraid, fu remixata e pubblicata come singolo nel 1985. Fu suonata al matrimonio di Madonna, usata nella colonna sonora di film, pubblicità, remixata e campionata da altri artisti per anni, e compresa in moltissime compilation chill out e smooth jazz.
Fu circa intorno al 1985 che Dudley, Jeczalik e Langan si divisero malamente da Morley e Horn, come pure dalla ZTT. Le circostanze della riorganizzazione non furono mai rivelate, ma molte fonti indicano che ci furono dispute sul controllo creativo:
- Nell'ottobre del 1984 un servizio sul magazine Smash Hits descriveva che Morley e Horn avevano pianificato per il gruppo una produzione di progetti molto diversa da quanto poi effettivamente fatto. Avevano programmato una cover di Video Killed the Radio Star, in origine dei Buggles (Horn e Geoff Downes); Raiding the 20th Century, un album che avrebbe usato suoni di tutto il ventesimo secolo; la sceneggiatura di The Living End, un film scritto da Morley e diretto da Godley & Creme; e la colonna sonora di un balletto.[4]
- Il 25 maggio 1985 il trio abbandonò Morley e Horn, due settimane prima della esecuzione promozionale per la ZTT di The Value of Entertainment presso l'Ambassador Theatre a Londra. L'improvvisa partenza costrinse Morley ad improvvisare un'esecuzione consistente nella sua lettura di un tema sulle registrazioni degli Art of Noise.[5]. Una parte dell'esecuzione parlata fu successivamente inserita nella compilation della ZTT, Sampled
- In un'intervista a Melody Maker dell'ottobre 1985, Jeczalik disse che lui e Morley non potevano continuare assieme, e che lui riteneva il modo di scrivere di Morley pretenzioso. Jeczalik, rispondendo ad una domanda sul livello di coinvolgimento di Morley e Horn in Who's Afraid, disse “È difficile da dire. Direi all'incirca l'1,73 percento, ma potrebbe arrivare al due. Vedi, tutto quello che è successo è che Gary e io iniziammo qualcosa, che fu poi rigettato e dovemmo ripetere tutto da capo” Nella stessa intervista, Dudley dice che sentiva che parti di Who's Afraid non erano di buona qualità.[6]
- Nel luglio 2002, in un articolo firmato per The Guardian, Morley scrisse: “Ho amato così tanto il nome Art of Noise che forzai il mio ingresso nel gruppo. Se negli anni la gente mi chiedeva cosa facevo nel gruppo, io rispondevo che gli avevo dato il nome, un grande nome,  e ciò giustificava il mio ruolo. Sono stato il Ringo Starr degli Art of Noise. Preparavo il tè. Oh, e scrissi il testo di uno dei più amorevoli brani di pop di sempre: Moments in Love. Quando Trevor e io ce ne andammo, loro divennero un nuovo gruppo che ebbe i suoi successi con Tom Jones.”  Il suo disprezzo per la direzione artistica del gruppo quando non era più sotto il suo controllo fu ancora più evidente in altri articoli che scrisse, comprese le note interne della compilation del 1986 Daft (sotto il nome di Otto Flake), e un articolo del settembre 2002 su The Observer.[7]

Dopo la divisione i membri rimasti si legarono all'etichetta China Recors, mantenendo alcuni aspetti e caratteristiche del gruppo originale, per il loro secondo album, In Visible Silence. Questo album conteneva la cover, vincitrice di un Grammy, del tema di Peter Gunn, registrata con la leggendaria chitarra vibrata di Duane Eddy suonata dal vivo e non campionata. Il video di Peter Gunn era interpretato dal comico Rik Mayall che prendeva in giro l'investigazione privata. Dallo stesso album il singolo Legs divenne una hit dance, e Paranoimia ebbe successo quando un remix fu pubblicato come singolo con reincisi campioni vocali forniti dal personaggio computerizzato Max Headroom.
Nel 1986 Jeczalik e Dudley iniziarono ad apparire in foto senza maschera, allontanando I fans che apprezzavano il gusto estetico di Morley dell'"Arte per l'Arte". I pezzi successivi continuarono l'evoluzione degli Art of Noise verso un gruppo pop, lontano dal non-gruppo senza viso immaginato da Morley.
Nel 1987 la formazione si era ridotta ai soli Jeczalik e Dudley. Quell'anno vide l'uscita di In No Sense? Nonsense!. L'album risaltava i più avanzati collages ritmici di Jeczalik, più arrangiamenti d'archi, stralci di corali, e le melodie di Dudley. Non ottenne grossi apprezzamenti, sebbene la loro etichetta tentasse di promuovere i remix di Dragnet nelle discoteche.
Nel 1988, in collaborazione con il cantante Tom Jones, produssero una cover di Kiss di Prince (diventata un fondamento nei concerti di Jones), rinnovando l'interesse pubblico negli Art of Noise, e fornendo al gruppo la migliore hit venduta. Il brano apparve in molti album di Jones, e la China Records la inserì anche nella grande raccolta di successi The Best of the Art of Noise, la prima edizione che contenesse anche brani licenziati dalla ZTT.
L'album seguente, Below the Waste, nonostante il memorabile singolo Yebo!, interpretato dalle voci uniche dei cantanti zulu Mahlathini and the Mahotella Queens, non ottenne molto successo fin dalla sua uscita nel 1989.

### Scioglimento e altre apparizioni
Nel 1990 Dudley e Jeczalik dichiararono la fine degli Art of Noise.
Il decennio seguente vide la China Records pubblicare varie compilation degli Art of Noise: The Ambient collection, The FON Mixes, The Drum end Bass Collection, Art Works e la ristampa del Best Of senza i brani dell'era ZTT. Alla fine la China Records chiuse.
I quattro quinti degli Art of Noise hanno lavorato all'album degli Yes 90125, con Trevor Horn come produttore, Gary Langan ingegnere, Anne Dudley e J.J.Jeczalik arrangiatori e programmatori. Molti dei campioni usati per l'album sono anche apparsi in Into Battle. I quattro appaiono anche nell'album del 1982 Duck Rock di Malcolm McLaren e nell'album The Lexicon of Love degli ABC, nel quale Dudley collaborò nella scrittura di un brano iniziando la sua carriera di autrice.
Gli Art of Noise sono accreditati anche per la colonna sonora della serie TV The Krypton Factor.
Anne Dudley e Jaz Coleman dei Killing Joke collaborarono assieme nel 1990 per l'album Songs from the Victorious City, ispirati da un viaggio fatto da loro in Egitto.
Gli Art on Noise inoltre diedero ai Prodigy i diritti per il campionamento femminile “Hey, Hey” da Close (to the Edit) inserito nel brano Firestarter. I Prodigy successivamente contribuirono al remix di Instruments of Darkness, contenuto nella compilation del 1991 The FON Mixes. Lo stesso sample è udibile nella canzone Benzin dei Rammstein.
Anne Dudley nel 1983 produsse due brani per l'album Debravation di Deborah Harry: Strike Me Pink e Mood Ring.  Inoltre ha orchestrato dozzine di brani pop e scritto e prodotto l'album Voice per Alison Moyet. Con Cathy Dennis, che aggiunse il testo ad una delle composizioni di Anne, registrò il singolo Too Many Walls, che divenne top ten in USA nel 1991.
Infine vinse l'Accademy Award per la migliore colonna sonora originale per il film The Full Monty.
Tra il 1995 e il 1997, Jeczalik e Bob Kraushaar (co-ingegnere in In No Sense? Nonsense!), produssero brani strumentali indirizzati alle discoteche sotto il nome di Art of Silence,  pubblicando poi un album intitolato artofsilence.ko.uk.
Jezcalik ha ora iniziato una nuova carriera nel commercio di contratti di Borsa.

### Reunion
Secondo un'intervista che Jezcalik rilasciò alla fanzine della ZTT Outside World, nel 1991, Anne Dudley, Gary Langan e lui, ispirati dalle vendite di The FON Mixes, discussero per la riunione del gruppo come trio. Per la preparazione del nuovo album J.J. e Gary viaggiarono a Cuba per recuperare nuovo materiale. Ciononostante, non fecero nessuna nuova registrazione, e gli Art of Noise rimasero sciolti.
Nel 1998 Trevor Horn, Anne Dudley e Paul Morley, tornaroro sul loro intento di un progetto imperniato sul cambio verso il nuovo secolo. Il gruppo, riformato temporaneamente, includeva il chitarrista Lol Creme, ma lasciava fuori Jezcalik.
Un nuovo singolo, Dream On, versione remixata del prossimo album Dreaming in Colour, fu messa sul mercato per i club dance l'anno successivo. Un secondo singolo, Metaforce, caratterizzato da un rap di Rakim, precedette l'uscita nel 1999 del concept album The Seduction of Claude Debussy, uscito su etichetta ZTT.
Quest'ultimo lavoro segnò un'evoluzione, piuttosto che un ritorno al passato, prendendo la forma di un progetto concettuale che rappresentasse la vita e i lavori di Claude Debussy. Ciononostante, pur avendo ricevendo ottimi tributi sia tecnici che critici, non divenne un successo di vendite.

### Scioglimento e ultime uscite
Dopo un'ultima manciata di esecuzioni dal vivo in Inghilterra e America, il gruppo si sciolse definitivamente.
La ZTT continua a riproporre materiale d'archivio, come la rimasterizzazione di Into Battle... su CD (con un brano in più, ma sostituendo la versione originale di Beat Box con la successiva Diversion One), e una compilation in Super Audio CD chiamata Reconstructed. Alla fine del 2004 l'etichetta Karvena ha pubblicato un album di tributo agli Art of Noise intitolato The Abduction of The Art of Noise. Quest'album contiene le cover di vari brani, compresa una nuova versione di Beat Box eseguita da J.J.Jeczalik con lo pseudonimo di Art of Silence.
Nell'agosto 2006 la ZTT ha pubblicato un box di 4 CD intitolato "And what have you done with my body, oh my God?" , comprendente esclusivamente di brani dell'era ZTT (1983-1985). Dai primi provini demo creati da Langman e Jeczalik prima delle sessioni per 90125 degli Yes, fino alle selezioni per l'esecuzione al Teatro Ambassadors di Horn e Morley. Il box comprende 40 nuovi remix, demo, e lavori incompiuti, e la versione di Into Battle…, ripresa dai master originali, per la prima volta su CD.
Nel corso del mese di aprile 2011 esce la versione "expanded" di "Into battle", il loro primo EP pubblicato nel 1983. Questa edizione contiene, oltre alle classiche tracce che componevano il lavoro originale (e con la versione corretta del brano "Beatbox", contrariamente a quanto accaduto nell'edizione del 2003), diversi brani che sulla carta dovevano far parte di un mai pubblicato album intitolato "Worship", il quale fu il tentativo di concretizzare sei mesi di esperimenti in studio.

## Stile musicale
Considerati importanti ispiratori della musica da ballo, gli Art of Noise hanno coniato una musica elettronica melodica e futurista che si ispira alla musica industriale, a quella etnica, all'hip hop e al rock. L'eccentrico album d'esordio Who's Afraid of (1984) propone soluzioni all'epoca considerate innovative nella musica d'atmosfera pur non mancando di brani più frenetici e dalle ritmiche hip hop. Gli album seguenti all'esordio tentano di conciliare la musica da film a quella elettronica da ballo. Per comporre i loro brani adottano il sintetizzatore nonché registrazioni su nastro e molti effetti sonori in studio. AllMusic li cita fra gli artisti della new wave, del rock sperimentale, del dance rock, del punk e del rock alternativo.

## Discografia
Album in studio
- 1983 - Into Battle with the Art of Noise (ZTT/Island)
- 1984 - Who's Afraid of the Art of Noise? (ZTT/Island)
- 1986 - In Visible Silence (China/Chrysalis)
- 1987 - In No Sense? Nonsense! (China/Chrysalis)
- 1989 - Below the Waste (China/Polydor)
- 1999 - The Seduction of Claude Debussy (ZTT/Universal)

Raccolte
- 1986 - Daft
- 1986 - Re-works of Art of Noise
- 1988 - The Best of The Art of Noise
- 1990 - The Ambient Collection
- 1991 - The FON Mixes
- 1996 - The Drum and Bass Collection
- 1997 - State of the Art
- 1999 - Belief System / Bashful / An Extra Pulse of Beauty
- 2000 - Reduction
- 2003 - The Abduction of the Art of Noise
- 2004 - Reconstructed...For Your Listening Pleasure
- 2006 - And What Have You Done With My Body, God?
- 2010 - Influence: Hits, Singles, Moments, Treasures...

### Singoli
- 1984 - Beat Box
- 1984 - Close (to the Edit)
- 1985 - Moments in Love / Beat Box
- 1985 - Legs
- 1986 - Peter Gunn (feat. Duane Eddy)
- 1986 - Paranoimia (feat. Max Headroom)
- 1986 - Legacy
- 1987 - Moments in Love
- 1987 - Dragnet
- 1988 - Dragnet (The '88 Mix)
- 1988 - Kiss (feat. Tom Jones)
- 1989 - Paranoimia '89
- 1989 - Yebo! (feat. Mahlathini and the Mahotella Queens)
- 1990 - Art of Love
- 1991 - Instruments of Darkness (All of Us Are One People)
- 1992 - Shades of Paranoimia
- 1999 - Metaforce (feat. Rakim)